# 高大耳蕨
高大耳蕨（学名：[Polystichum altum] 错误：{{Lang}}：文本有斜体标记（帮助））为鳞毛蕨科耳蕨属下的一个种。

## 扩展阅读
- 維基物種上的相關：高大耳蕨